# Єнс Юрген Гансен
Єнс Юрген Гансен (дан. Jens Jørgen Hansen, 4 січня 1939, Струер — 2 січня 2022) — данський футболіст, що грав на позиції захисника за «Есб'єрг», а також національну збірну Данії. По завершенні ігрової кар'єри — тренер.

## Клубна кар'єра
У дорослому футболі дебютував 1958 року виступами за команду «Есб'єрг», кольори якої і захищав протягом усієї своєї кар'єри гравця, що тривала чотирнадцять років. Більшість часу, проведеного у складі «Есб'єрга», був основним гравцем захисту команди. За цей час чотири рази виборював титул чемпіона Данії у його складі.

## Виступи за збірну
1962 року дебютував в офіційних матчах у складі національної збірної Данії.
У складі збірної був учасником фінальної частини чемпіонату Європи 1964 року у Франції, де данці програли обидві гри, завершивши турнір на четвертому місці. Виходив на поле у півфінальному матчі проти команди СРСР (0:3).
Загалом протягом дев'ятирічної кар'єри в національній команді провів у її формі 38 матчів.

## Кар'єра тренера
Завершивши виступи на футбольному полі, залишився в структурі «Есб'єрга», в якій 1972 року був головним тренером основної команди клубу.
Помер 2 січня 2022 року на 83-му році життя.

## Титули і досягнення
- Чемпіон Данії (4):

«Есб'єрг»: 1961, 1962, 1963, 1965
- Володар Кубка Данії (1):

«Есб'єрг»: 1963—1964